# تاريخ جنوب إفريقيا (1652-1815)
على الرغم من الإنجاز البرتغالي البحري المتمثل في استكشاف الرأس بنجاح، إلا أن البرتغاليين لم يظهروا سوى قدر ضئيل من الاهتمام بالاستعمار. شكلت السواحل الصخرية والطقس العنيف في المنطقة تهديدًا لسفنهم، وانتهت العديد من محاولاتهم للتجارة مع مجموعة الخويخوئيين المحلية بنشوب صراعات. وجد البرتغاليون أن الساحل الموزمبيقي أكثر جاذبية، مع وجود القريدس، والخلجان الجذابة التي يمكن استخدامها كمحطات محلية، والوصلات لخام الذهب في المناطق الداخلية.
كانت هنالك منافسة طفيفة للبرتغاليين في المنطقة حتى أواخر القرن السادس عشر، ذلك عندما بدأ الإنجليزيون والهولنديون في تحديهم على طول طرق التجارة. زادت محطات التوقف عند الطرف الجنوبي للقارة، وأصبح الرأس بمثابة محطة توقف منتظمة للطواقم المنكوبة بداء الأسقربوط.
في عام 1647، تحطمت سفينة هارلم الهولندية في خليج تابل الحالي. بعد إنقاذهم، أوصى الطاقم الذي انقطعت به السبل بإنشاء محطة دائمة في الخليج. لم يكن لدى شركة الهند الشرقية الهولندية (في أو سي)، التي كانت أحد المنازل التجارية الأوروبية الكبرى التي تبحر في طريق التوابل إلى الشرق، أي نية لاستعمار المنطقة، بل انحصرت رغبتها فقط في إقامة قاعدة آمنة بإمكانها إيواء السفن المارة، وليتمكن البحارة الجياع من تخزين مخزونهم من اللحوم الطازجة والفواكه والخضروات فيها. تحقيقًا لهذه الغاية، وصلت بعثة صغيرة للفي أو سي تحت قيادة يان فان ريبيك إلى خليج تابل في 6 أبريل 1652. كان الرأس تحت الحكم الهولندي من 1652 إلى 1795 ومرة أخرى من 1803 إلى 1806.

## وصول الهولنديين
في حين أن المستوطنة الجديدة تاجرت مع الخويخوئيين المجاورين بدافع الضرورة، إلا أن علاقتهم بالكاد كان يمكن وصفها بأنها ودية، وقد بذلت السلطات محاولات متعمدة لتقييد الاتصال بينهم. كان ذلك هو السبب جزئيًا في إيجاد موظفي الفي أو سي أنفسهم في مواجهة حالة من النقص في العمالة، ولعلاج هذا الأمر، أعفوا عددًا صغيرًا من الهولنديين من عقودهم وسمحوا لهم بإقامة مزارع، من خلالها سيصبح بإمكانهم إمداد مستوطنة في أو سي العظيمة بالمحاصيل. كان هذا النظام ناجحًا للغاية، حيث أُنتِجت إمدادات وفيرة من الفواكه والخضروات والقمح والنبيذ، وقد بوشر أيضًا في تربية الماشية في وقت لاحق. عُرف هؤلاء المزارعون بالمواطنين الأحرار، وقد زادت المجموعة الأولية الصغيرة منهم بشكل مطرد، وبدأت في توسيع مزارعها شمالًا وشرقًا داخل أراضي الخويخوئيين.
كان غالبية المواطنين من أصل هولندي، وكانوا ينتمون إلى الكنيسة المصلحة الهولندية الكالفينية، ولكن كان هنالك أيضًا العديد من الألمان بينهم، إلى جانب بعض الاسكندنافيين. في عام 1688، انضم بعض الهوغونوتيين الفرنسيين إلى الهولنديين والألمان، وذلك بالإضافة إلى بعض الكالفينيين أيضًا، الذين كانوا يفرون من الاضطهاد الديني تحت حكم الملك لويس الرابع عشر.
بالإضافة إلى إنشاء نظام المواطنين الأحرار، بدأ يان ريبيك والفي أو سي في اتخاذ خدم مُلزمين بعقود من جماعة الخويخوئيين وشعب بوشمن، كما بدأوا في استيراد أعداد كبيرة من العبيد من مدغشقر وإندونيسيا في المقام الأول. غالبًا ما تزوج هؤلاء العبيد من المستوطنين الهولنديين، وأصبح نسلهم معروفًا باسم ملوني الرأس ومالايي الرأس. استوعب عدد كبير من النسل الناتج من العلاقات بين البيض والرقيق في المجموعة المحلية البدائية من السكان البيض المتحدثين باللغة الأفريقانية. مع هذه العمالة الإضافية، توسعت الفي أو سي أكثر فأكثر في الشمال والشرق، وصاحب ذلك وقوع اشتباكات حتمية مع الخويخوئيين. أخرج الوافدون الجدد الخويخوئيين المحاصرين من أراضيهم، ودمروهم بأسلحة متفوقة عندما حاولوا المقاومة، وهذا تحديدًا ما حدث خلال عدد من الحروب الكبرى ومع حركات المقاومة المتمثلة في حروب عصابات استمرت حتى القرن التاسع عشر. جلب الأوروبيون أيضًا أمراضًا كانت لها آثار مدمرة على الأفراد الذين لم يتكيف جهاز المناعة لديهم لمقاومتها. لم يُترك لمعظم الناجين أي خيار سوى العمل لصالح الأوروبيين في ترتيب استغلالي لم يختلف كثيرًا عن العبودية. بمرور الوقت، اختلط الخويسان ومراقبوهم الأوروبيون والعبيد المستوردون، وقد شكل نسلهم الناتج الأساس لسكان اليوم الملونين.
كانت إحدى أشهر مجموعات الخويخوئيين هي مجموعة الغريكوا التي كانت تعيش في الأصل على الساحل الغربي بين خليج سانت هيلينا وسلسلة سيدربيرغ. في أواخر القرن الثامن عشر، تمكنت هذه المجموعة من الحصول على الأسلحة والخيول وشرعوا في الترحال شمال شرق البلاد، وانضمت إليهم في الطريق مجموعات أخرى من الخويسان، والملونين، وحتى المغامرين البيض، وسرعان ما اكتسبوا سمعة كقوة عسكرية هائلة. وصل الغريكوا في نهاية الأمر إلى منطقة هايفلد حول بلدة كيمبرلي في الوقت الحاضر، وهنالك قاموا باقتطاع الأرض التي أصبحت تُعرف باسم غريكوالاند.

## توسع المواطنين
مع استمرار المواطنين في التوسع في المناطق النائية الوعرة في الشمال والشرق، بدأ الكثيرون في اتباع نمط حياة رعوية شبه بدوية، وبطريقة ما، لم يبتعدوا كثيرًا عن أسلوب حياة الخويخوئيين الذين طردوهم. قد يكون للعائلة عربة، وخيمة، وكتاب مقدس، وعدد قليل من الأسلحة، ذلك بالإضافة إلى قطعانها من الماشية. كانوا يبنون كوخًا بجدران طينية عندما أصبحوا أكثر استقرارًا، وعادة ما كانوا يختارون مواقعًا تبعد بضع أيام سفر من أقرب أوروبي. شملت تلك المجموعة أوائل التريكبوير (المزارعين المتجولين، ولاحقًا اختُصِر اسمهم للبوير فقط)، وهم قوم معزولون، ومستقلون تمامًا عن الضوابط الرسمية، ويتميزون باكتفاء ذاتي غير عادي. أنتج أسلوب حياتهم القاسي فردانيين كانوا على دراية جيدة بالأرض. مثل العديد من الرواد ذوي الخلفيات المسيحية، حاول المواطنون أن يعيشوا حياتهم بناءً على تعاليم الكتاب المقدس.